# Гоголь (кратер)
Гоголь — кратер на Меркурії.  Його назва була прийнята Міжнародним астрономічним союзом (IAU) у 1985 році. Гоголь названо на честь українського драматурга Миколи Гоголя, який жив з 1809 по 1852 рік.
Великий кратер Валмікі знаходиться на північний схід від Гоголя. Барток знаходиться на сході.